# 마지막 눈
《마지막 눈》(일본어: なごり雪)는 2002년 9월 28일 개봉한 일본 영화이다. 오바야시 노부히코 감독 작품.  이세 쇼조 작사·작곡의 악곡 〈마지막 눈 (なごり雪)〉을 모티브로 한다.

## 개요
- 오바야시 노부히코 감독의 오이타 3부작의 첫 작품. 오랜 친구의 아내가 교통 사고로 중태에 있다고 초청으로 50세를 맞이한 남자가 28년 만에 고향·우스키시에 귀향한다. 쓰쿠미시 출신의 이세 쇼조의 악곡 〈마지막 눈 (なごり雪)〉을 모티브로 밝은 청춘의 추억을 그린다. 영화의 등장 인물의 대사로, 악곡 가사를 그대로 사용한다는 실험적인 시도가 이루어지고 있다.
- 영화사 다이에이가 다룬 마지막 제작·배급 작품이되었다.
- DVD 소프트웨어 버전에서는 시작 부분에 텔레비전의 화면 비율 조정을 촉진 데모가 수록되어 있다.

## 출연
- 카지무라 유사쿠 - 미우라 토모카즈
- 유키코 - 스도우 아츠코
- 유사쿠 과거 - 하소야마다 타카히로
- 카호 과거 - 소리타 타카유키
- 미츠다 카호 - 나가사와 마사미
- 스기타 료이치 - 다나카 코타로
- 마키 히로미 - 히다카 마유미
- 카지무라 미치코 - 히다리 토키에
- 미츠다의 어머니 - 츠시마 케이코
- 미츠다 켄이치 - 벤가루
- 스가이 요시코 - 호쇼 마이

## 스태프
- 감독 : 오바야시 노부히코
- 제작 : 오바야시 쿄코, 쿠도 히데아키
- 프로듀서 : 야마자키 테루미치, 야마모토 히로시, 야마자키 테루미치, 후쿠다 쇼
- 원안 : 이세 쇼조 〈마지막 눈 (なごり雪)〉
- 각본 : 미나미 히사토, 오바야시 노부히코
- 촬영 : 가토 유다이
- 미술 : 타케우치 코이치
- 편집 : 오바야시 노부히코
- 의상 : 치요다 케이스케
- 음악 : 야마시타 코우스케, 가쿠쿠사 타로
- 주제가 : 이세 쇼조 - 〈마지막 눈 (なごり雪)〉
- 제작 스튜디오 : 비에스시, TOS 엔터프라이즈, 다이에이
- 배급 : 다이에이(현 카도카와 퓨처 퍼블리싱)

## 촬영지
- JR 큐슈 닛포 본선의 가미우스키역
- JR 큐슈 닛포 본선의 시게오카역
- 우스키 마애불
- 오이타현립 오이타 유키다이 고등학교
- 코칸교
- 쿠로시마
- 오카